# Horacio Walker Larraín
Horacio Walker Larraín (Santiago 12 juli 1887 - aldaar 17 juli 1974) was een Chileens Christendemocratisch politicus.
Horacio Walker was de zoon van de vooraanstaande politicus en zakenman Joaquín Walker Martínez en van Elisa Larraín Alcalde. Hij studeerde zowel rechten in Chili als in de Verenigde Staten van Amerika. Na zijn afstuderen was hij werkzaam in het bank- en handelswezen (Hij was veertig jaar werkzaam bij de juridische afdeling van de Bank of London and South America.) Later was hij hoogleraar publiek en privaatrecht aan de Katholieke Universiteit van Chili in de hoofdstad Santiago.
Hij begon zijn politieke carrière als raadslid van de Partido Conservador (Conservatieve Partij) en klom gestadig op binnen de partij-hiërarchie. In 1931 was hij minister van Justitie en in 1933 werd hij in de Senaat gekozen. Hij bleef tot 1949 senator. In datzelfde jaar was hij een van de oprichters van de Partido Conservador Social Cristiano (Sociaal-Christelijke Conservatieve Partij; PCSC) die voortkwam uit een protestbeweging binnen de conservatieve partij. De PCSC was gebaseerd op de katholieke sociale leer en de opkomende christendemocratie. Van 1950 tot 1951 was hij minister van Buitenlandse Zaken. In 1957 ging de PCSC op in de Partido Demócrata Cristiano (Christendemocratische Partij van Chili) en was Walker enige tijd vicevoorzitter van de nieuwe partij.
Onder het presidentschap van Eduardo Frei Montalva was Walker ambassadeur in Lima, Peru.
Horacio Walker overleed op 17 juli 1974 in Santiago.